# Фърндейл
 Тази статия е за града в Уелс.  За града в САЩ вижте Фърндейл (Вашингтон).  
Фъ̀рндейл (на английски: Ferndale, в най-близък превод Папратова долина; на уелски: Glyn Rhedynog и Trerhondda, Глин Редъ̀ног и Трерхо̀нда) е град в Южен Уелс, графство Ронда Кънън Таф. Разположен е в долината Ронда на около 20 km на северозапад от централната част на столицата Кардиф. Добив на каменни въглища. Населението му е 4419 жители според данни от преброяването през 2001 г.

## Личности
Родени
- сър Стенли Бейкър (1928 – 1976), уелски киноактьор
- Мейрион Троу (р. 1949), уелски писател